# Tomáš Masaryk

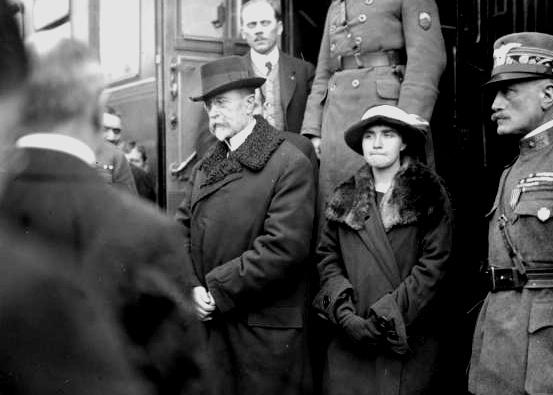
Masaryk et sa fille, Olga, à Tábor, le 21 décembre 1918, lors de son voyage de retour d'exil après l'indépendance de la Tchécoslovaquie.

Tomáš Garrigue Masaryk, né le 7 mars 1850 à Hodonín et mort le 14 septembre 1937 à Lány, est un pédagogue, sociologue, philosophe et homme d'État de la Tchécoslovaquie. Il est le premier président de la République tchécoslovaque, de l'indépendance du pays en 1918 à sa démission en 1935.

## Biographie

### Jeunesse
Il naît en Moravie, alors province de l'empire d'Autriche, dans une famille pauvre. Son père, Jozef Maszárik (ou Masarik ou Masaryk) (1823-1907), est slovaque et valet de ferme. Sa mère, Terezie Kropáčková (1813-1887), est dite allemande (selon son fils, elle parlait mieux l'allemand que le tchèque) et est cuisinière dans une famille aisée. Il apprend plusieurs langues dès l'enfance : le slovaque, le tchèque et l'allemand. Il est aussi amené à déménager très souvent. Il vit successivement à Hodonín, Mutěnice, Čejkovice et Čejč. Il passe les examens de l'école élémentaire de Čejkovice et de celle de Hustopeče. Il est envoyé à Vienne pour apprendre le métier de serrurier. L'expérience n'est pas heureuse, et il revient rapidement dans sa famille. La situation financière difficile de sa famille le contraint à retourner dans un apprentissage. Il apprend alors le métier de forgeron. Cette expérience « prolétaire » laisse chez lui une certaine proximité avec ce milieu lorsqu'il devient un homme politique.
Masaryk continue à apprendre de nombreuses langues pendant cette période comme l'anglais (qu'il parle avec sa femme et sa fille à la maison), le français, le latin, le grec ancien ou encore des langues slaves comme le polonais et le russe.

### Carrière de précepteur
Dès l'âge de quinze ans, il gagne sa vie en étant précepteur pour les enfants de familles riches. L'une d'entre elles, celle du directeur de la police, Anton Le Monnier, lui paye des études à l'école normale de Brno. Il accompagne cette famille à Vienne en 1869, où il continue sa formation dans un lycée viennois. Après avoir obtenu son baccalauréat en 1872, il entre à la faculté de philosophie de l'université de Vienne, où il rencontre Franz Brentano.
Après le décès d'Anton Le Monnier en 1873, Masaryk trouve une place lucrative de précepteur dans la famille de Rudolf Schlesinger, conseiller général d'une banque anglo-autrichienne. Après la réussite au baccalauréat du jeune Schlesinger, Masaryk obtient en récompense de l'accompagner dans un voyage en Italie et un long séjour à Leipzig, après son propre doctorat en 1876.
En Allemagne, il rencontre Charlotte Garrigue, la fille d'un négociant new-yorkais ayant des origines françaises. Ils se fiancent le 10 août 1877 et se marient le 15 mars 1878. Fait peu habituel à l'époque, il ajoute le nom de sa femme, Garrigue, à son patronyme, pour devenir Tomáš Garrigue Masaryk. On se réfère souvent à lui par ses initiales TGM, qui se trouvent sous sa statue, en face du château de Prague.
À Vienne, il subvient aux besoins de sa famille en faisant des remplacements dans des lycées, des cours magistraux et aussi en empruntant auprès de sa famille. Sa thèse est retardée, à cause de son mariage, jusqu'en 1879. Son sujet est Der Selbstmord als soziale Massenerscheinung der Gegenwart (Le suicide comme événement social de masse de notre temps). Il s'agit d'une des premières approches sociologiques de ce phénomène. Masaryk concluait que c'est l'absence de foi et l'éloignement de la religion qui favorisent le suicide.
Il gagne alors sa vie en étant privatdozent à l'université, tout en continuant ses remplacements au lycée.

## Parcours politique

### Débuts

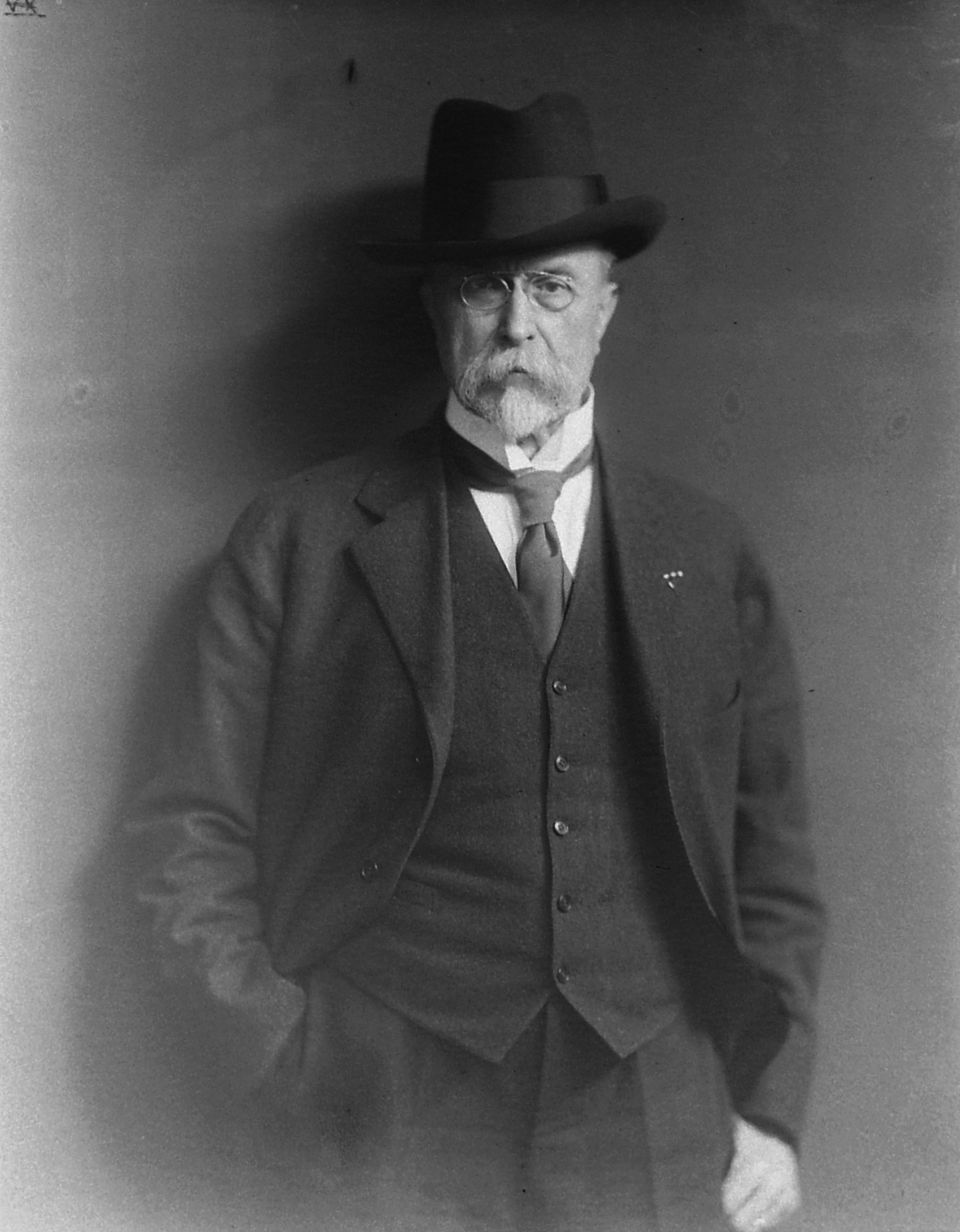
Portrait photographique de Tomáš Masaryk, par Jan Nepomuk Langhans.

En 1882, l'université Charles (alors appelée Carolo-Ferdinandea) est divisée en deux entités (l'une reste allemande et l'autre commence l'enseignement en tchèque), et Masaryk y devient professeur.
Masaryk tient des positions anticatholiques et antinationalistes en dénonçant comme faux les manuscrits de Dvůr Kralové et Zelená Hora. Les historiens et nationalistes tchèques les tenaient alors pour fondateurs de la culture tchèque.
Masaryk est élu au Reichsrat autrichien, de 1891 à 1893, au sein du Parti des jeunes tchèques et de nouveau de 1907 à 1914, au sein du Parti réaliste, qu'il avait fondé en 1900. Il est aussi professeur de philosophie à l'université de Prague. Il n'est pas encore partisan d'une indépendance des Tchèques et des Slovaques, mais il milite pour une réforme de la monarchie des Habsbourg pour permette davantage d'autonomie de ses différents peuples.
Il multiplie les conférences de nombreuses villes tchèques et s'engage dans des affaires de justice médiatisées. En désaccord avec les opinions antisémites, il prend la défense d'un concitoyen juif accusé de meurtre rituel pendant l'affaire Hilsner. Il devient impopulaire dans la petite-bourgeoisie conservatrice et pense même émigrer aux États-Unis. Lors de la révision du procès, Masaryk parvient à sauver la tête de Hilsner, qui reste tout de même en prison jusqu'en 1918.
En 1909, il s'engage également à Vienne en faveur de l'homme politique croate Hinko Hinković accusé au cours d'un procès truqué. Les victimes de cette justice aux ordres des Habsbourg sont, pour la plupart, des membres éminents de la coalition croato-serbe, qui étaient condamnés à plus de 150 ans de prison et à des peines de mort.

### Première Guerre mondiale

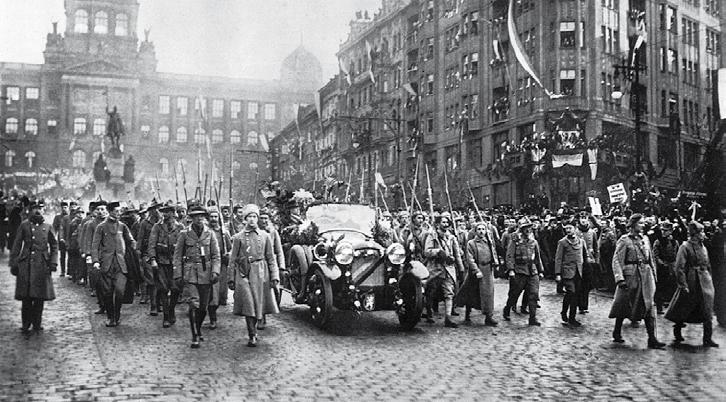
Arrivée de Masaryk à Prague, le 21 décembre 1918 (place Venceslas).

Lorsque la Première Guerre mondiale éclate, Masaryk doit fuir pour ne pas être arrêté pour trahison par les autorités austro-hongroises. Cette décision est importante car il quitte alors sa famille pour toute la durée de la guerre. Son épouse subit, en son absence, les tracasseries de la police autrichienne. Le compte bancaire de Masaryk est bloqué en 1915. Elle doit alors emprunter. Elle subit de nombreux interrogatoires et la police envisage de confisquer ses biens immobiliers, mais comme Masaryk a toujours été locataire, il n'en possédait pas. Ils s'intéressent alors à sa bibliothèque. Celle-ci est trop spécialisée pour avoir une réelle valeur financière. Elle est alors mise sous scellés.
Masaryk prend le prétexte d'accompagner sa fille, Olga, en cure de repos pour fuir en Italie. Il s'installe ensuite à Genève, où il commence à regrouper les diasporas tchèque et slovaque. Ses interventions publiques de plus en plus marquées contre l'empire austro-hongrois le contraignent à quitter la Suisse, pays neutre qui ne tient pas à irriter son puissant voisin. Il s'installe alors en Angleterre, où il continue à militer pour l'indépendance tchèque.
Masaryk enseigne au King's College de Londres, sur le thème des « petites nations ». Il fait quelques voyages à Paris où il rencontre le président du Conseil, Aristide Briand qu'il réussit à convaincre de la désintégration inévitable de l'Empire austro-hongrois. Cependant, c'est surtout Edvard Beneš, qui a de nombreux contacts en France, qui séjourne à Paris. Les deux hommes sont ainsi présents dans les capitales de deux grands pays alliés. À Paris, en 1916, ils créent le Conseil national tchécoslovaque, dont Masaryk devient le président. Ce n'est toutefois que le 29 juin 1918 que la France reconnaît la légitimité du CNT, sous la pression américaine (le président Woodrow Wilson ayant proclamé le 8 janvier 1918 ses fameux 14 points dont le dixième affirme la nécessité de libérer les « petites nations » d'Autriche-Hongrie).
Après la Révolution de février, Masaryk part en Russie au début de l'année 1917. Il milite désormais pour un État indépendant tchécoslovaque et pour la dissolution de l'Empire austro-hongrois. Il aurait dit : « Nous avions fort à faire de la nécessité de convaincre les Alliés de détruire l'Autriche ». Il devient l'un des artisans de la création des Légions tchécoslovaques, qui se battent en Argonne (Massif ardennais). En avril 1918, après la révolution bolchevique russe, il part aux États-Unis, traversant la Russie par le Transsibérien. Il parvient ainsi au Japon, où il reste deux semaines. Il embarque ensuite pour le Canada et en mai 1918, il est enfin aux États-Unis où il plaide auprès du président Woodrow Wilson la cause d'une union entre Tchèques, Slovaques et Ruthènes. L'opinion américaine se tourne en faveur d'un État tchécoslovaque. En outre, Masaryk débat avec des personnalités politiques proches du président. Il rencontre Wilson seulement quatre fois mais parvient à le convaincre. Le 18 octobre 1918, sur les marches de l'Independence Hall à Philadelphie, Masaryk proclame l'indépendance de la Tchécoslovaquie avec la devise pravda vítězí (« la vérité vaincra »). Il nomme sa fille, Alice Masaryková, membre du Parlement.
Une polémique débute alors dans les milieux socialistes et communistes à propos de Masaryk et du socialiste-révolutionnaire Boris Savinkov, partisan de la violence révolutionnaire, mais anti-bolchevik. Savinkov avait donné à Fanny Kaplan l'arme avec laquelle elle blessa grièvement Lénine le 30 septembre 1918. Or lors de son procès en 1924, Savinkov, torturé par la Tchéka, affirma avoir reçu, pour financer cet attentat, de l'argent de Masaryk. Ce dernier, qui n'avait ni preuves ni témoins pour réfuter cette accusation, assure n'avoir pas eu connaissance des projets de Savinkov et de Kaplan, et avoir d'ailleurs douté devant Savinkov de la légitimité philosophique et de l'efficacité politique des attentats (en général) pour faire évoluer une situation (position qui ressort d'ailleurs de tous les discours et écrits de Masaryk). Il est possible que Masaryk ait aidé financièrement Savinkov, mais pas pour commettre des crimes : aucun agent soviétique n'est venu venger l'attentat contre Lénine. En revanche, l'accusation fut répétée en boucle durant toute la vie de Masaryk et après sa mort, pendant la guerre froide, de sorte qu'aujourd'hui des historiens comme Alain Soubigou concluent qu'il est impossible de savoir si cette accusation est fondée ou non.

### Entre-deux-guerres

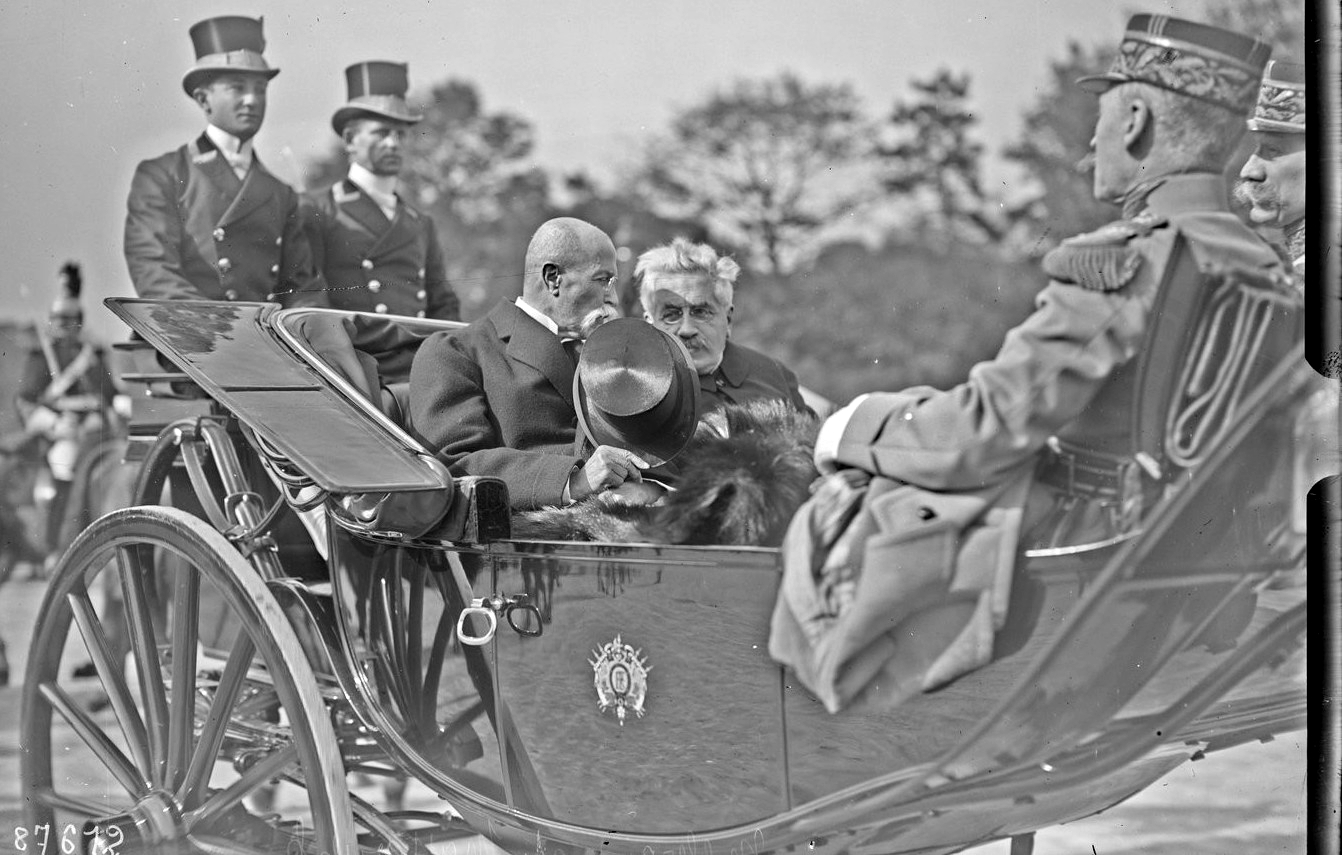
Masaryk et Alexandre Millerand, président de la République française (Paris, octobre 1923).

Avec la chute de l'Empire austro-hongrois en 1918, les alliés reconnaissent Masaryk comme chef du gouvernement provisoire tchécoslovaque. Le 14 novembre de la même année, il est élu président de la Tchécoslovaquie par l'Assemblée nationale à Prague alors qu'il est à New York. Le parlement doit débattre d'une constitution. Une fois qu'elle est adoptée, Masaryk est réélu président, en 1920.
Puis son épouse meurt dans un sanatorium. Les soucis de la guerre l'ont épuisée. Masaryk se rapproche pendant cette période de son fils, Jan.
Le régime parlementaire s'inspire du régime politique français de la Troisième République. Le président a un pouvoir très limité. Le pivot politique est le président du conseil. Cependant, grâce à son prestige, Masaryk a une grande influence sur la vie politique tchécoslovaque.
Masaryk, n'ayant pas de domicile propre, vivait en semaine sur son lieu de travail, au Château de Prague, alors en pleine restauration. Il passe ses fins de semaine au château d'état de Lany à l'ouest de Prague où il accueille ses amis, des intellectuels et des artistes.
Il rencontre l'écrivain Karel Čapek, célèbre à cette époque. Il participe à ses réunions littéraires du vendredi. Par la suite, Čapek écrit un recueil de conversations avec Masaryk. Elles contiennent des éléments biographiques et des réflexions sur son parcours intellectuel. Le recueil permet à bien des Tchécoslovaques d'aborder sa philosophie, la plupart n'ayant pas lu ses œuvres, trop spécialisées.
Âgé, Masaryk ne veut plus assumer ses fonctions trop longtemps. Cependant, le parlement ne trouve aucun autre homme politique apte à le remplacer. Ainsi il est réélu en mai 1927.
Inquiet de la montée du nazisme, Masaryk décide, en 1933, de passer en revue les troupes tchécoslovaques. Il monte alors à cheval, contre l'avis de son médecin. Il espère ainsi montrer à l'Allemagne nazie que la Tchécoslovaquie a les moyens militaires de se protéger.

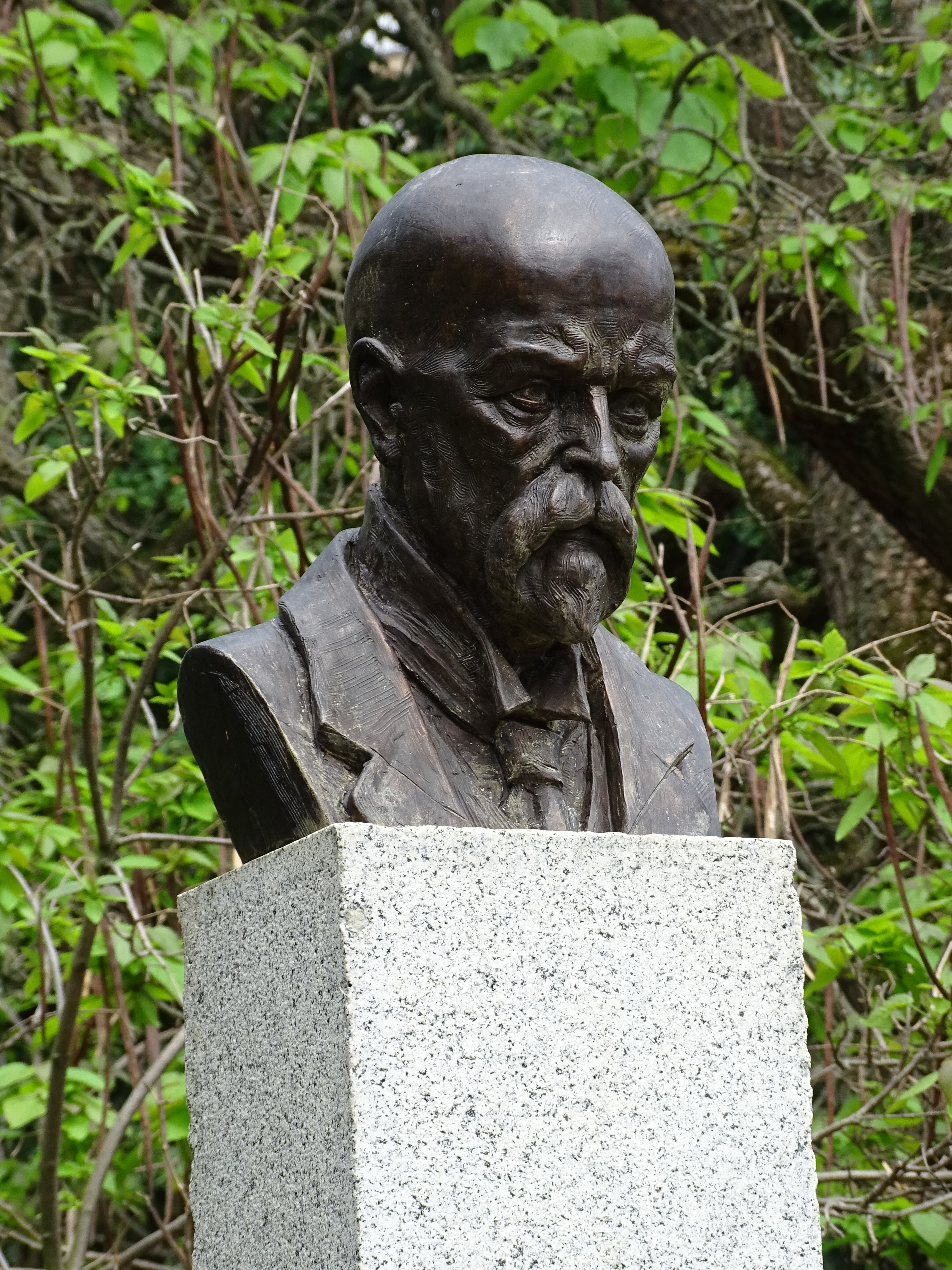
Buste de Masaryk. Parc du Château, Benátky nad Jizerou.

Mais il est victime d'une attaque cérébrale en 1934. Pendant quelques mois, il ne parle plus qu'anglais et perd l'usage de sa main droite. Son secrétariat doit établir un tampon pour remplacer sa signature. Masaryk insiste pour quitter ses fonctions, mais les partis ne s'accordent sur aucun remplaçant. Il est donc réélu une nouvelle fois en mai 1934. Une fois un successeur trouvé, en la personne de Beneš, Masaryk démissionne, affaibli et gravement malade, le 14 décembre 1935.
Il se retire au château de Lany et y meurt, des suites de son attaque, en 1937, à l'âge de 87 ans.
Son fils, Jan Masaryk, devient ministre des Affaires étrangères de la Tchécoslovaquie lors de l'exil du gouvernement à Londres (1939-1945) et dans le gouvernement pré-communiste (1945-1948).
Pour avoir fait la promotion de l'humanisme, de l'éthique et du pacifisme, Tomáš Masaryk aura été 17 fois nommé pour le prix Nobel de la paix entre 1913 et 1937.

## Hommages

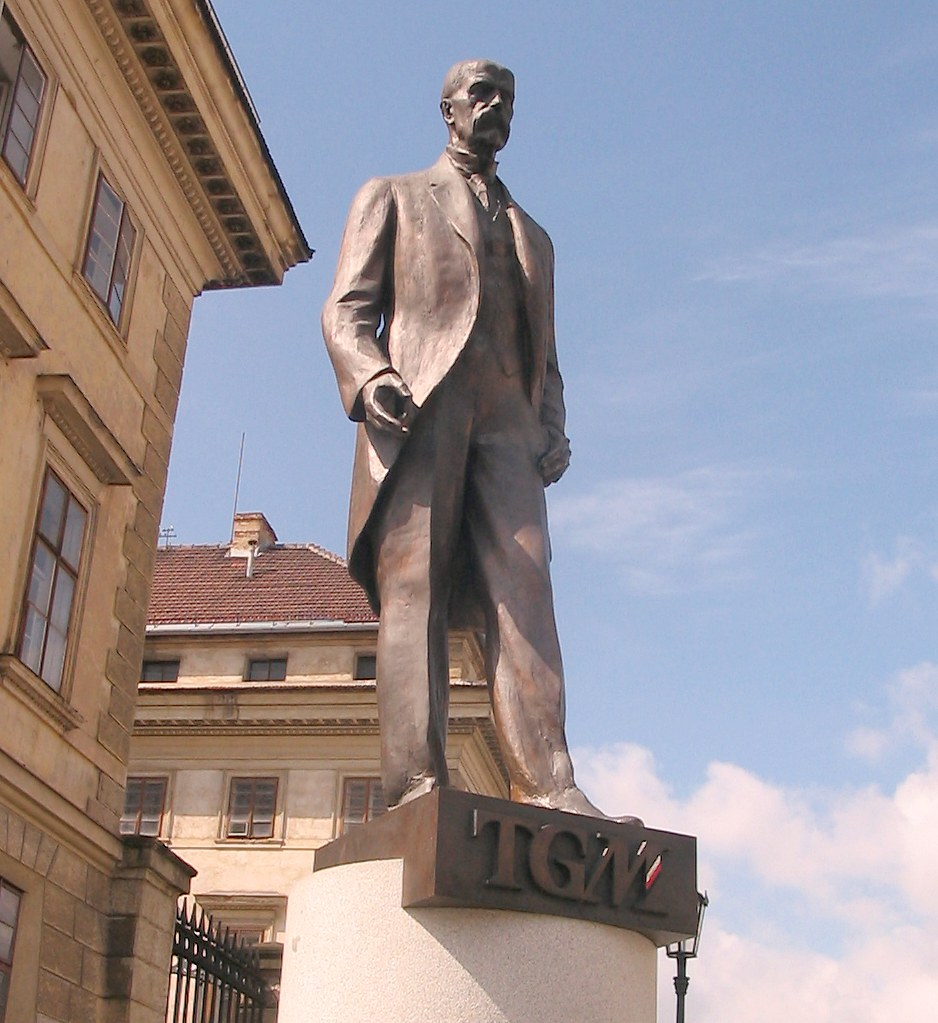
Statue de Tomáš Masaryk à Prague.

En souvenir du rôle joué par les Légions tchécoslovaques dans la région (monument), le lycée de la ville de Vouziers (Ardennes) a été rebaptisé en son nom.
L'université Masaryk de Brno porte également son nom depuis 1919 de même que la passerelle Masaryk à Lyon, depuis 1931.
Le quai situé sur la rive droite de la Vltava, face à l'île Slovensky à Prague, s'appelle quai Masaryk. Une rue de Ljubljana, la capitale de la Slovénie, porte son nom.
Le billet de 5000 couronnes tchèques est à son effigie.
Un astéroïde de la ceinture principale a reçu son nom.